# Ralé Rašić
Zvonimir "Rale" Rašić, em sérvio Звонимир "Рале" Рашић (Ljubuški, 26 de dezembro de 1935 – Sydney, 8 de junho de 2023), foi um futebolista e treinador servo-bósnio, que atuou como defensor.

## Carreira
Rale Rašić comandou o elenco da Seleção Australiana de Futebol, na Copa do Mundo de  1974, na primeira participação da seleção em mundiais.

## Morte
Morreu no dia 8 de junho de 2023, aos 87 anos.